# آیسل محمدوا
آیسل محمدوا (به ترکی آذربایجانی: Aysel Məmmədova) (زاده ۳ ژوئیه ۱۹۸۹) خواننده آذربایجانی است.
او در یوروویژن ۲۰۱۸ نماینده آذربایجان بود.